# Premis Oscar de 1993
Els Premis Oscar de 1993 (en anglès: 66th Academy Awards) foren presentats el dia 21 de març de 1994 en una cerimònia realitzada al Dorothy Chandler Pavilion de Los Angeles.
L'actriu Whoopi Goldberg actuà de presentadora per primera vegada.

## Curiositats
La pel·lícula més nominada de la nit fou La llista de Schindler de Steven Spielberg amb 12 nominacions, seguida de El piano de Jane Campion i El que queda del dia de James Ivory amb 8. El film de Spielberg fou el més guardonat de la nit en endur-se els premis de millor pel·lícula, direcció, guió adaptat o millor música entre d'altres. Per la seva banda El piano convertí la seva directora en la segona dona en ser nominada a millor direcció i aconseguí tres premis: millor actriu, actriu secundària i guió original.
Les grans perdedores de la nit foren les britàniques El que queda del dia d'Ivory i En el nom del pare de Jim Sheridan que amb 8 i 7 nominacions respectivament no aconseguiren cap premi.
Holly Hunter i Emma Thompson aconseguiren nominacions tant pel seu paper principal com secundari per quatre pel·lícules diferents, sent la primera vegada que passava aquest fet, si bé Thompson no guanyà cap guardó. Anna Paquin aconseguí el premi de millor actriu secundària als 11 anys, sent la segona premiada més jove en aquesta categoria just pel darrere de Tatum O'Neal.

## Premis
A continuació es mostren les pel·lícules que varen guanyar i que estigueren nominades a l'Oscar l'any 1993:
| Millor pel·lícula | Millor direcció |
| --- | --- |
| - La llista de Schindler (Steven Spielberg, Gerald R. Molen i Branko Lustig per a Amblin Entertainment i Universal Pictures) - El fugitiu (Arnold Kopelson per a Warner Bros.) - En el nom del pare (Jim Sheridan per a Hell's Kitchen Films) - El piano (Jan Chapman per a Jan Chapman Productions) - El que queda del dia (Ismail Merchant, Mike Nichols i John Calley per a Merchant Ivory Productions) | - Steven Spielberg per La llista de Schindler - Jim Sheridan per En el nom del pare - Jane Campion per El piano - James Ivory per El que queda del dia - Robert Altman per Vides encreuades |
| Millor actor | Millor actriu |
| - Tom Hanks per Filadèlfia com a Andrew Beckett - Daniel Day-Lewis per En el nom del pare com a Gerry Conlon - Laurence Fishburne per What's Love Got to Do with It com a Ike Turner - Anthony Hopkins per El que queda del dia com a James Stevens - Liam Neeson per La llista de Schindler com a Oskar Schindler                                                                                         | - Holly Hunter per El piano com a Ada McGrath - Angela Bassett per What's Love Got to Do with It com a Tina Turner - Stockard Channing per Un estrany a la família com a Ouisa Kittredge - Emma Thompson per El que queda del dia com a Sarah "Sally" Kenton - Debra Winger per Shadowlands com a Joy Gresham |
| Millor actor secundari | Millor actriu secundària |
| - Tommy Lee Jones per El fugitiu com a U.S. Marshal Samuel Gerard - Leonardo DiCaprio per A qui estima, en Gilbert Grape? com a Arnie Grape - Ralph Fiennes per La llista de Schindler com a Amon Goeth - John Malkovich per En la línia de foc com a Mitch Leary - Pete Postlethwaite per En el nom del pare com a Giuseppe Conlon                                                                        | - Anna Paquin per El piano com a Flora McGrath - Holly Hunter per The Firm com a Tamara "Tammy" Hemphill - Rosie Perez per Fearless com a Carla Rodrigo - Winona Ryder per L'edat de la innocència com a May Welland - Emma Thompson per En el nom del pare com a Gareth Peirce |
| Millor guió original | Millor guió adaptat |
| - Jane Campion per El piano - Nora Ephron, David S. Ward i Jeff Arch per Alguna cosa per recordar - Gary Ross per Dave - Jeff Maguire per En la línia de foc - Ron Nyswaner per Filadèlfia | - Steven Zaillian per La llista de Schindler (sobre hist. de Thomas Keneally) - Martin Scorsese i Jay Cocks per L'edat de la innocència (sobre hist. d'Edith Wharton) - Jim Sheridan i Terry George per En el nom del pare (sobre hist. de Gerry Conlon) - Ruth Prawer Jhabvala per El que queda del dia (sobre hist. de Kazuo Ishiguro) - William Nicholson per Shadowlands (sobre guió TV i obra de teatre pròpia)                                                  |
| Millor pel·lícula de parla no anglesa | |
| - Belle Époque de (Fernando Trueba (Espanya) - Adéu a la meva concubina de Chen Kaige (Hong Kong) - El banquet de bodes d'Ang Lee (Taiwan) - Hedd Wyn de Paul Turner (Regne Unit) - L'Odeur de la papaye verte de Tran Anh Hung (Vietnam) | |
| Millor banda sonora | Millor cançó original |
| - John Williams per La llista de Schindler - Elmer Bernstein per L'edat de la innocència - Dave Grusin per The Firm - James Newton Howard per El fugitiu - Richard Robbins per El que queda del dia | - Bruce Springsteen (música i lletra) per Filadèlfia ("Streets of Philadelphia") - Marc Shaiman (música); Ramsey McLean (lletra) per Alguna cosa per recordar ("A Wink and a Smile") - Carole Bayer Sager, James Ingram i Clif Magness (música i lletra) per Beethoven's 2nd ("The Day I Fall in Love") - Neil Young (música i lletra) per Filadèlfia ("Philadelphia") - Janet Jackson, James Harris III i Terry Lewis (música i lletra) per Poetic Justice ("Again") |
| Millor fotografia | Millor maquillatge |
| - Janusz Kamiński per La llista de Schindler - Gu Changwei per Adéu a la meva concubina - Michael Chapman per El fugitiu - Stuart Dryburgh per El piano - Conrad Hall per Searching for Bobby Fischer | - Greg Cannom, Ve Neill i Yolanda Toussieng per Mrs. Doubtfire - Carl Fullerton i Alan D'Angerio per Filadèlfia - Christina Smith, Matthew Mungle i Judy Alexander Cory per La llista de Schindler |
| Millor direcció artística | Millor vestuari |
| - Ewa Braun; Allan Starski per La llista de Schindler - Ken Adam; Marvin March per Addams Family Values - Dante Ferretti; Robert J. Franco per L'edat de la innocència - Ben Van Os; Jan Roelfs per Orlando - Luciana Arrighi; Ian Whittaker per El que queda del dia | - Gabriella Pescucci per L'edat de la innocència - Anna B. Sheppard per La llista de Schindler - Sandy Powell per Orlando - Janet Patterson per El piano - Jenny Beavan i John Bright per El que queda del dia |
| Millor muntatge | Millor so |
| - Michael Kahn per La llista de Schindler - Dennis Virkler, David Finfer, Dean Goodhill, Don Brochu, Richard Nord i Dov Hoenig per El fugitiu - Anne Coates per En la línia de foc - Gerry Hambling per En el nom del pare - Veronika Jenet per El piano | - Gary Rydstrom, Gary Summers, Ron Judkins i Shawn Murphy per Parc Juràssic - Andy Nelson, Steve Pederson, Scott Millan i Ron Judkins per La llista de Schindler - Donald O. Mitchell, Michael Herbick, Frank A. Montaño i Scott D. Smith per El fugitiu - Chris Carpenter, Doug Hemphill, Bill W. Benton i Lee Orloff per Geronimo: An American Legend - Michael Minkler, Bob Beemer i Tim Cooney per Màxim risc                                                     |
| Millors efectes visuals | Millors efectes sonors |
| - Stan Winston, Dennis Muren, Phil Tippett i Michael Lantieri per Parc Juràssic - Pete Kozachik, Eric Leighton, Ariel Velasco Shaw i Gordon Baker per Malson abans de Nadal - Neil Krepela, John Richardson, John Bruno i Pamela Easley per Màxim risc | - Gary Rydstrom i Richard Hymns per Parc Juràssic - John Leveque i Bruce Stambler per El fugitiu - Wylie Stateman i Gregg Baxter per Màxim risc |
| Millor documental | Millor curtmetratge documental |
| - I Am a Promise: The Children of Stanton Elementary School de Susan Raymond i Alan Raymond - The Broadcast Tapes of Dr. Peter de David Paperny i Arthur Ginsberg - Children of Fate: Life and Death in a Sicilian Family de Susan Todd i Andrew Young - For Better or for Worse de David Collier i Betsy Thompson - The War Room de D. A. Pennebaker i Chris Hegedus                                      | - Defending Our Lives de Margaret Lazarus i Renner Wunderlich - Blood Ties: The Life and Work of Sally Mann de Steven Cantor i Peter Spirer - Chicks in White Satin d'Elaine Holliman i Jason Schneider |
| Millor curtmetratge | Millor curtmetratge d'animació |
| - Schwarzfahrer de Pepe Danquart - Down on the Waterfront de Stacy Title i Jonathan Penner - The Dutch Master de Susan Seidelman i Jonathan Brett - Partners de Peter Weller i Jana Sue Memel - La Vis de Didier Flamand | - Wallace & Gromit in The Wrong Trousers de Nick Park - Blindscape de Stephen Palmer - The Mighty River de Frédéric Back i Hubert Tison - Small Talk de Bob Godfrey i Kevin Baldwin - The Village de Mark Baker |

## Premi Honorífic

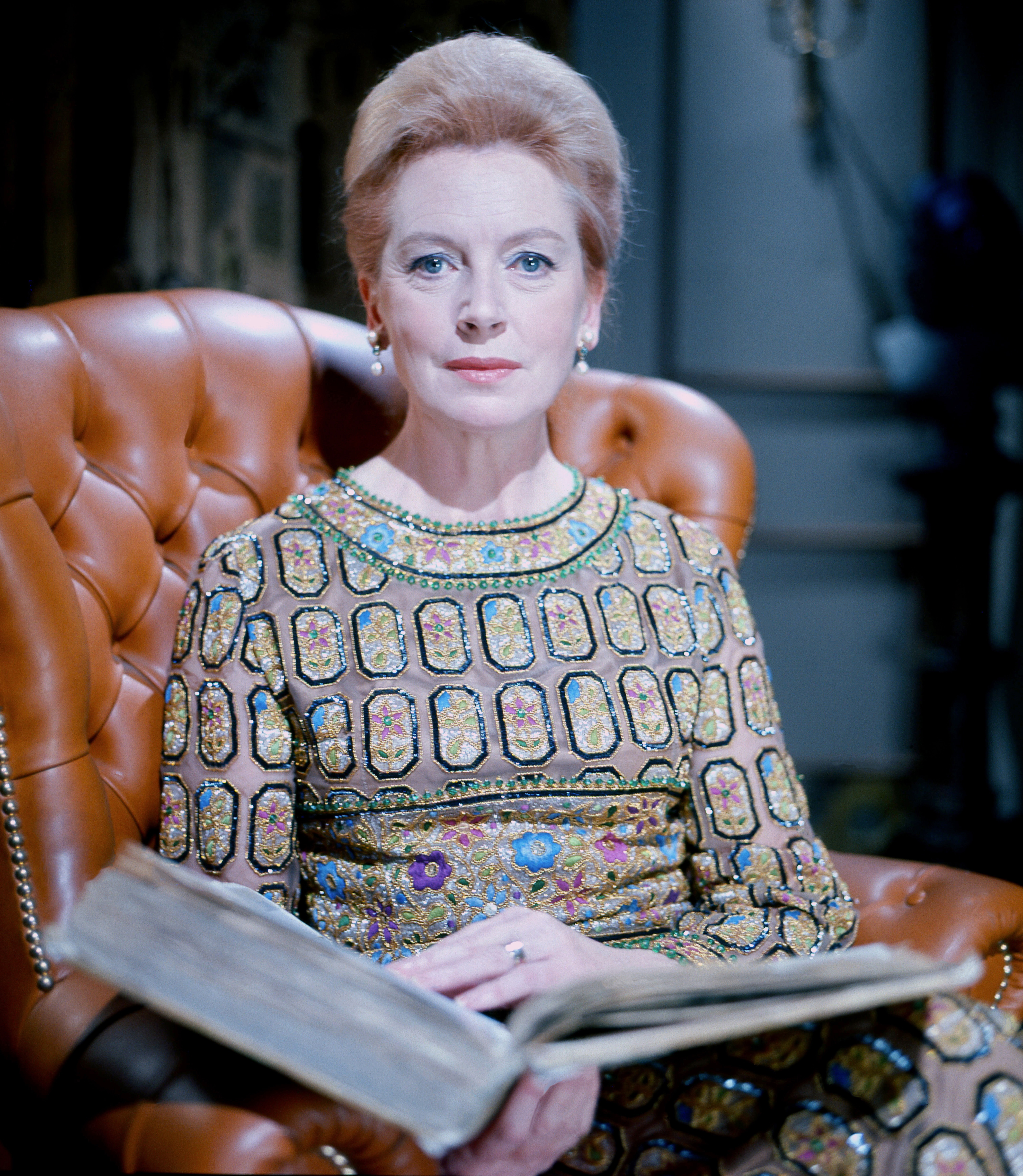
Deborah Kerr

- Deborah Kerr - una artista de gràcia i bellesa impecable, una dedicada actriu amb una carrera que sempre ha estat sinònim de perfecció, disciplina i elegància. [estatueta]

## Premi Humanitari Jean Hersholt
- Paul Newman

## Premi Gordon E. Sawyer
- Petro Vlahos

## Presentadors
| Nom                             |                                                                                    |
| ------------------------------- | ---------------------------------------------------------------------------------- |
| Les Marshak                     | Anunciador dels premis                                                             |
| Arthur Hiller (president AMPAS) | Obertura i benvinguda                                                              |
| Tom Hanks                       | Millor direcció artística                                                          |
| Elijah Wood                     | Millors efectes visuals                                                            |
| Jeff Bridges                    | Presentador del segment El fugitiu, nominada a millor pel·lícula                   |
| Marisa Tomei                    | Millor actor secundari                                                             |
| Joan Chen Val Kilmer            | Millor maquillatge                                                                 |
| Liam Neeson                     | Millors efectes de so                                                              |
| Glenn Close                     | Premi Honorífic a Deborah Kerr                                                     |
| Rosie O'Donnell                 | Millor curtmetratge i millor curtmetratge d'animació                               |
| Richard Dreyfuss                | Presentador del segment La llista de Schindler, nominada a millor pel·lícula       |
| Nicolas Cage Shirley MacLaine   | Millor so                                                                          |
| Gene Hackman                    | Millor actriu secundària                                                           |
| Laura Dern                      | Premis Científics i Tècnics i Premi Gordon E. Sawyer                               |
| Johnny Depp                     | Introducció a la interpretació de la cançó "Philadelphia"                          |
| Alec Baldwin                    | Presentador del segment El que queda del dia, nominada a millor pel·lícula         |
| Sharon Stone                    | Millor vestuari                                                                    |
| Nicole Kidman Christian Slater  | Millor curtmetratge documental i millor documental                                 |
| Goldie Hawn                     | Introducció a un número especial amb les músiques nominades Millor música original |
| Jack Valenti                    | Presentador d'un muntatge especial sobre el cinema Introductor de Kirk Douglas     |
| Kirk Douglas                    | Millor fotografia                                                                  |
| Madeleine Stowe                 | Presentadora del segment El piano, nominada a millor pel·lícula                    |
| Tom Cruise                      | Premi Humanitari Jean Hersholt a Paul Newman                                       |
| Anthony Hopkins                 | Millor pel·lícula de parla no anglesa                                              |
| Geena Davis                     | Millor muntatge                                                                    |
| Antonio Banderas                | Introducció a la cançó "Streets of Philadelphia"                                   |
| Whitney Houston                 | PMillor cançó original                                                             |
| Jeremy Irons                    | Millor guió original i millor guió adaptat                                         |
| Glenn Close                     | Presentadora del segment In Memoriam                                               |
| Emma Thompson                   | Millor actor                                                                       |
| Donald Sutherland               | Presentadora del segment En el nom del pare, nominada a millor pel·lícula          |
| Al Pacino                       | Millor actriu                                                                      |
| Clint Eastwood                  | Millor direcció                                                                    |
| Harrison Ford                   | Millor pel·lícula                                                                  |

### Actuacions
| Nom | Paper                        | Peça                                                                 |
| --- | ---------------------------- | -------------------------------------------------------------------- |
| Bill Conti | Arranjador musical Conductor | Orquestra                                                            |
| Bernadette Peters | Intèrpret                    | Obertura amb "Putting It Together" de Sunday in the Park with George |
| Janet Jackson | Intèrpret                    | "Again" de Poetic Justice                                            |
| Neil Young | Intèrpret                    | "Philadelphia" de Filadèlfia                                         |
| James Ingram Dolly Parton | Intèrprets                   | "The Day I Fall in Love" de Beethoven's 2nd                          |
| Les Ballets Africains National Ballet of Canada Central Ballet of China Ballet Nacional de Cuba Dance Theatre of Harlem Garth Fagan Dance Inc. Ballet de l'Òpera Nacional de París Shanghai Ballet Troupe | Intèrprets                   | Número de ball amb les candidates a millor música original           |
| Keith Carradine | Intèrpret                    | "A Wink and a Smile" de Alguna cosa per recordar                     |
| Bruce Springsteen | Intèrpret                    | "Streets of Philadelphia" de Filadèlfia                              |

## Múltiples nominacions i premis
| Premis | Pel·lícula                    |
| ------ | ----------------------------- |
| 12     | La llista de Schindler        |
| 8      | El piano                      |
| 8      | El que queda del dia          |
| 7      | El fugitiu                    |
| 7      | En el nom del pare            |
| 5      | L'edat de la innocència       |
| 5      | Filadèlfia                    |
| 3      | En la línia de foc            |
| 3      | Màxim risc                    |
| 3      | Parc Juràssic                 |
| 2      | Adéu a la meva concubina      |
| 2      | Alguna cosa per recordar      |
| 2      | The Firm                      |
| 2      | Orlando                       |
| 2      | Shadowlands                   |
| 2      | What's Love Got to Do with It |

| Premis | Pel·lícula             |
| ------ | ---------------------- |
| 7      | La llista de Schindler |
| 3      | Parc Juràssic          |
| 3      | El piano               |
| 2      | Filadèlfia             |